# Fevzi Çakmak
Mustafa Fevzi Çakmak (Cihangir, 12 gennaio 1876 – Teşvikiye, 10 aprile 1950) è stato un politico, generale e patriota turco, ministro della difesa dell'Impero ottomano e della Repubblica turca.

## Biografia
Ricordato per le sue battaglie nella guerra d'indipendenza turca e nella guerra greco-turca, è uno dei tre fondatori della Repubblica di Turchia insieme a Mustafa Kemal Atatürk e İsmet İnönü. Oltre Atatürk è il solo ufficiale dell'esercito turco ad avere raggiunto il grado di maresciallo, ed è stato anche il primo capo di stato maggiore della Repubblica.